# James Lafferty
James Martin Lafferty (Hemet, 25 luglio 1985) è un attore, regista e produttore cinematografico statunitense, noto per il ruolo di Nathan Scott nella serie televisiva della The WB One Tree Hill.

## Biografia
Nato a Hemet (California) da Jeffrey D. Lafferty e Angelica M. Escarsega, sposati dal 16 febbraio 1985. Ha un fratello minore, Stuart Lyle Lafferty nato il 1º ottobre 1987,  è diventato celebre per aver interpretato il personaggio di Nathan Scott, un giovane giocatore di basket, nelle nove stagioni della serie  One Tree Hill,.James ha frequentato la Hemet High School a Hemet, California dove si è diplomato nel 2003.
James ha intrapreso la carriera di attore all'età di sette anni; da allora ha partecipato a numerose serie televisive ed ha in seguito esordito anche nel mondo del cinema. Dal 2003 al 2012 ha vissuto con tre coinquilini a Wilmington, Carolina del Nord, dove veniva girata One Tree Hill, una serie televisiva trasmessa dapprima dalla The WB e poi dalla The CW e nella quale James ha interpretato per nove stagioni il ruolo di Nathan Scott; l'attore sostiene finanziariamente una squadra professionale di basket.

## Vita Privata
Dal 23 maggio 2022 è sposato con Alexandra Park. 

## Filmografia

### Cinema
- Boys on the Run, regia di Roy Wilson (2003)
- S. Darko, regia di Chris Fisher (2009)
- The Legend of Hell's Gate, regia di Tanner Beard (2011)
- Lost on Purpose, regia di Eshom Nelms e Ian Nelms (2013)
- Oculus - Il riflesso del male (Oculus), regia di Mike Flanagan (2014)
- Waffle Street, regia di Eshom Nelms e Ian Nelms (2015)
- Small Town Crime, regia di Eshom Nelms e Ian Nelms (2017)

### Televisione
- Boston Public – serie TV, episodio 1x18 (2001)
- Ancora una volta (Once and Again) – serie TV, 4 episodi (2001-2002)
- First Monday – serie TV, episodio 1x01 (2002)
- A Season on the Brink, regia di Robert Mandel – film TV (2002)
- Get Real – serie TV, episodio 1x22 (2002)
- One Tree Hill – serie TV, 182 episodi (2003-2012)
- Crisis – serie TV, 8 episodi (2014)
- Underground – serie TV, 6 episodi (2016)
- The Haunting – serie TV, 4 episodi (2018)
- The Right Stuff - Uomini veri (The Right Stuff) - serie TV, 10 episodi (2020)
- Everyone is Doing Great - serie TV, 8 episodi (2021)
- All American - serie TV, episodio 4x09 (2022)

### Doppiatore
- Il magico sogno di Annabelle (Annabelle's Wish), regia di Roy Wilson (1997)

## Doppiatori italiani
Nelle versioni in lingua italiana dei suoi lavori, James Lafferty è stato doppiato da:
- David Chevalier in One Tree Hill, Oculus - Il riflesso del male, Crisis, The Right Stuff: Uomini veri
- Patrizio Prata in S. Darko
- Marco Vivio in The Haunting

## Riconoscimenti
| Anno | Gruppo             | Categoria                      | Nomination/Vittoria | Telefilm      | Note                    |
| ---- | ------------------ | ------------------------------ | ------------------- | ------------- | ----------------------- |
| 2004 | Teen Choice Awards | Choice Breakout TV Star – Male | Nomination          | One Tree Hill |                         |
| 2005 | Teen Choice Awards | Choice TV Chemistry            | Nomination          | One Tree Hill | con Chad Michael Murray |
| 2010 | Teen Choice Awards | Scene Stealer – Male           | Nomination          | One Tree Hill |                         |
| 2010 | Teen Choice Awards | Parental Unit                  | Nomination          | One Tree Hill | con Bethany Joy Lenz    |